# توکای ژاپنی
توکای ژاپنی (نام علمی: Turdus cardis) گونه‌ای از پرندگان تیرهٔ توکایان (Turdidae) است. این گونه به نام توکای خاکستری یا توکای خاکستری ژاپنی نیز شناخته می‌شود. این گونه زمانی به دو زیرگونه تقسیم شد و پرندگانی که در چین زادآوری می‌یابند به عنوان زیرگونه T.c. lateus در نظر گرفته می‌شدند، اما امروزه تفاوت‌ها را به تنوع طبیعی نسبت می‌دهند و این گونه را تک‌نماد می‌دانند.